# 运河

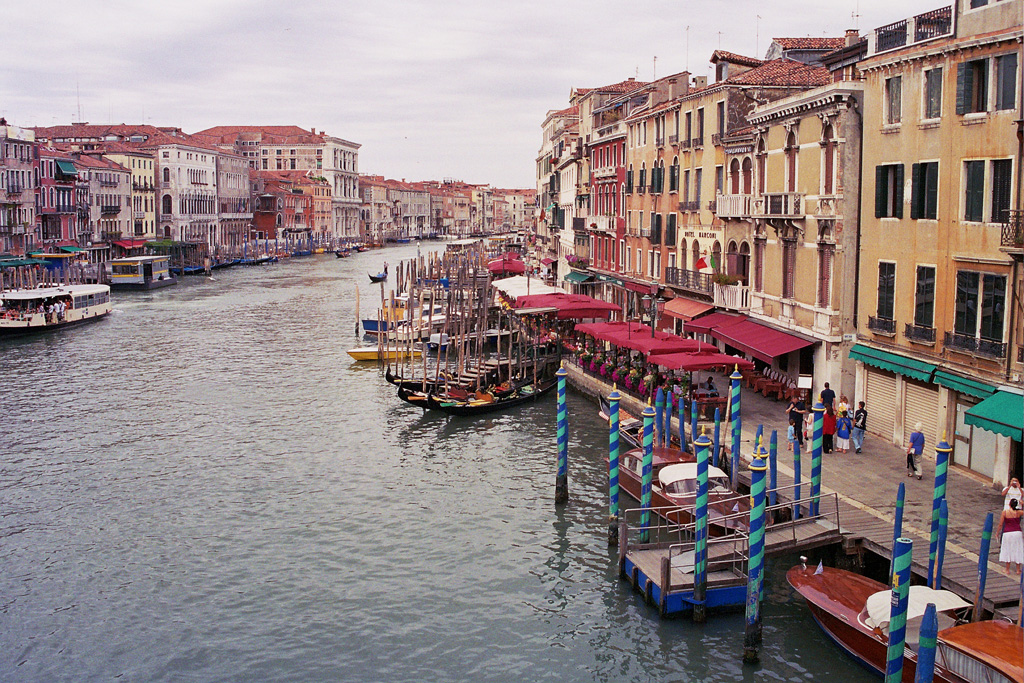
威尼斯運河

运河（英語：canal）是指人工开凿的规模较大、可以行船进行一定程度的水上运输的水道。運河通常連接其它天然水体，比如湖泊、河流和海洋，可以橫貫半島、地峽而造。
运河主要可以分為二種：有一種是和現有的河流平行，分擔河流的水流量，在維持河谷及流域的條件下，通過建設水壩和水閘來調整水量，維持夠高的緩流水位；另一種則會越過分水岭的山脊，這種方式多半會需要在海拔最高點上方有水源供應。許多的運河會興建在在山谷及其他水路高很多的地方。城市需要很多的水源，而海拔較高的運河可以提供水源給海拔較低的缺水地區。像羅馬帝國的高架渠就有類似功能。
相傳在西元前四千年美索不達米亞已有開運河，但具體難以考證。西元前兩千多年前，古埃及第十二王朝法老辛努塞爾特三世下令開鑿新河道，東西向連接尼羅河與紅海，為古苏伊士运河，是有明確記載的最古運河。中國的胥河為中國傳統史書記載中最早的运河，开凿于公元前506年。中國的京杭大运河是世界上最長的運河，長1794公里，但今日只有少部份河段可供航運。運河的主要用途是行船運輸貨物。在工業革命之後，由於建造成本和運輸時間的緣故，內陸運河逐漸被鐵路取代。許多運河目前都只剩下觀光用途，如威尼斯的運河。

## 分類

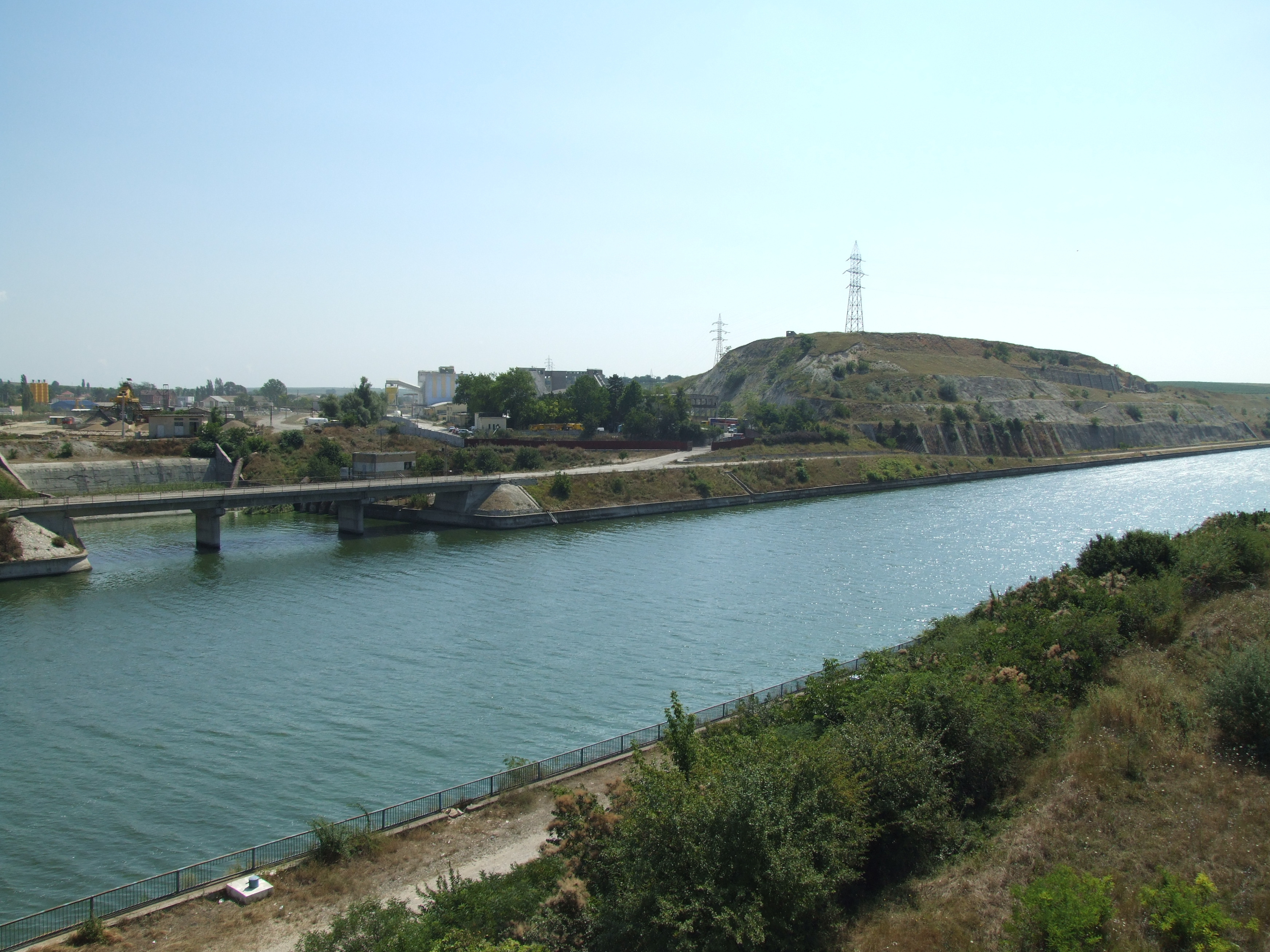
羅馬尼亞的多瑙-黑海運河

依可用水源及可用流道的不同，運河的形成有以下三種不同的方式：
- 可以在沒有水源的地方興建運河，可能是用人工挖掘河道．也可能是用石頭、混凝土等建築材料使運河兩側加高。運河的水源需由其他河流或水庫等外部來源提供，像法國的米迪運河及布里亚尔运河都屬於這類運河。
- 河流可以透過渠化的方式，使河道更容易預測及調整。河流工程可以利用疏浚、築壩或修改河道的方式，控制河流的水流量，使河道的交通可以更加安全，這類的運河包括法國的埃纳河。可能會需要河岸区恢复（英语：Riparian zone restoration）。
- 若河流很難用渠化的方式調整，可以在和河道平行處開闢另一個水道，稱為侧向渠道（英语：lateral canal）。河流可以提供渠道水源，而在河流水量過多時，過多的水可以從侧向渠道流出。例如切萨皮克和俄亥俄运河就是這類的運河。

較小的运河可以讓駁船或运河船通行，海船运河可以讓海上的船舶通行到不靠海的港口（例如曼彻斯特大运河），或是由一個海洋到另一個海洋（例如巴拿馬運河或苏伊士运河）。

## 運河中使用的設備及結構體
運河需要一些工程結構體來調整水流：

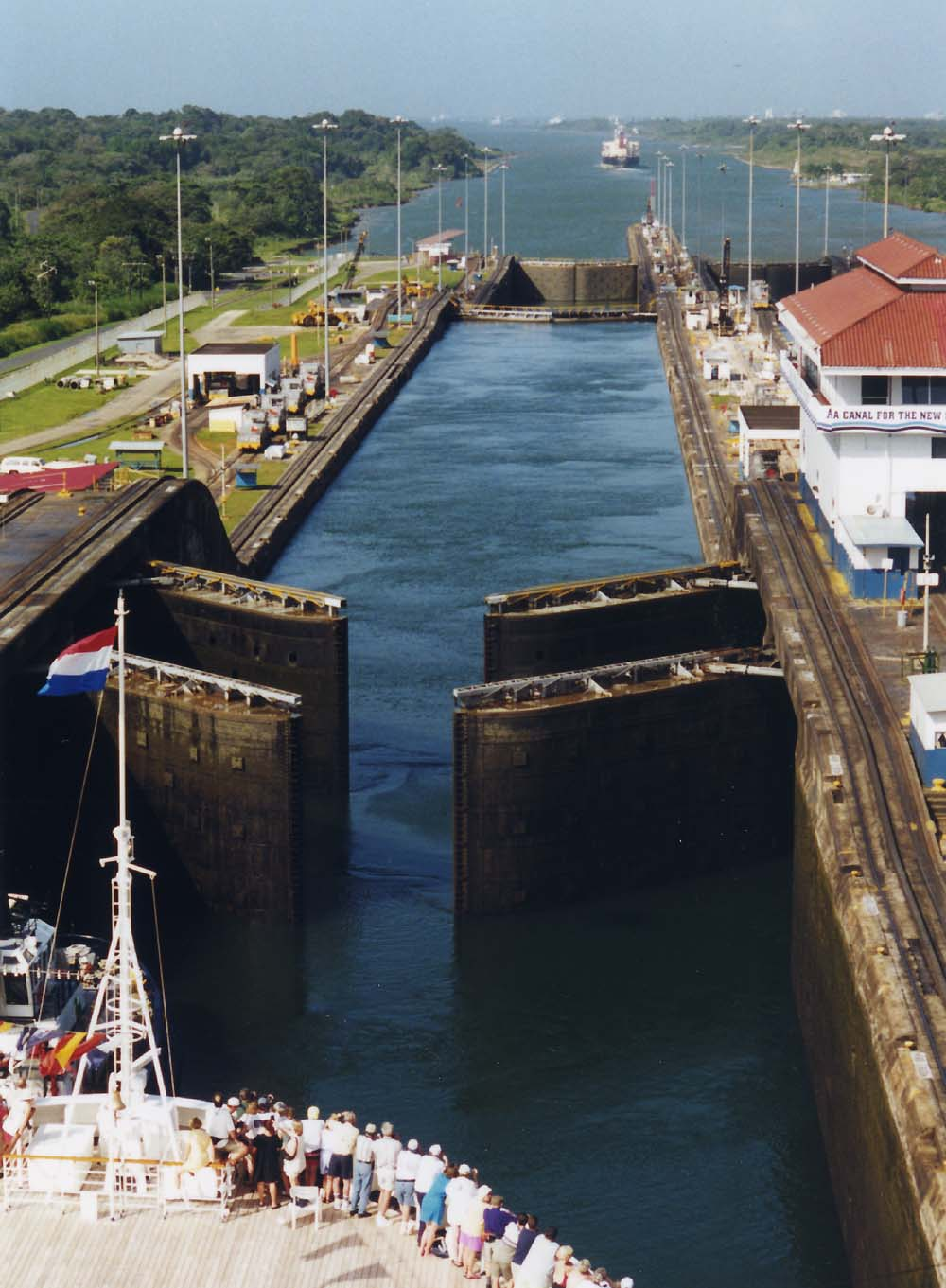
巴拿馬運河的加頓閘

- 利用堰和水庫來提昇運河的水位，使船舶可以在其中航行。
- 在有急流或是瀑布的區段，製造較長、較平緩的流道。
- 船閘方便在地形有落差的區域調整運河水位，並且使船舶或是驳船可以往上游或是下游行進。

運河需要穿過分水嶺時，在修築上會更困難，也需要額外的結構體，像是高架橋及高架渠等結構體，提供水流動的路徑，並維持水在渠道中。

## 重要性

河大堤的截面圖
1. 设计高水位（HWL）
2. 低水道
3. 防洪水道
4. 臨水坡
5. 河岸戗堤
6. 堤頂
7. 背水坡
8. 背水戗堤
9. 護堤
10. 陡坡護岸
11. 堤外地
12. 堤體
13. 堤內地
14. 河川區域

在歷史上，運河不論在商業上，或是文明的發展及成長上都非常的重要。1855年時利哈伊运河運輸了超過120萬噸的無煙煤。現今仍在運作的運河不多，但以前有許多運河帶動了經濟的成長，事實上運河也是都市化以及工業化必要的條件，因為在西方，像煤及礦石等散裝原材料只有透過水路運輸才符合成本。這些原物料促成了工業的發展以及新冶金學的發展，也帶來17世紀到20世紀日新月異的工業化，甚至後來新的研究領域、新的產業以及經濟規模，提高了工業化社會的生活水準。
目前仍在使用的運河（包括海輪運河）大部份是運送散装货物，內陸一些較小的運河原來設計供船隻或是渡輪航行，但後來有些也已經填平或是廢棄，或是改為國有，水庫及船閘仍然繼續維護，但運作目的已改為防洪以及休閒娛樂用途。美國的運河在是1850年漸漸的被更快速、更沒有地理限制、以及維護上更便宜的鐵路所取代。
在1880年代初期，美國一些競爭力較弱，無法和鐵路競爭的運河，已漸漸的消聲匿跡。接下來的幾十年，石油漸漸的取代煤炭成為能源來源，煤炭出貨量也出現變化。在第一次世界大戰後開始使用引擎驅動的卡車，小型美國駁船運河的貨物噸里程漸漸下降，當時道路網絡越來越普及，貨車的靈活性和陡峭的爬坡能力也越來越明顯，貨車不但取代了運河運輸，因為其不受軌道限制的特性，也取代了許多鐵路的運輸。

## 特色

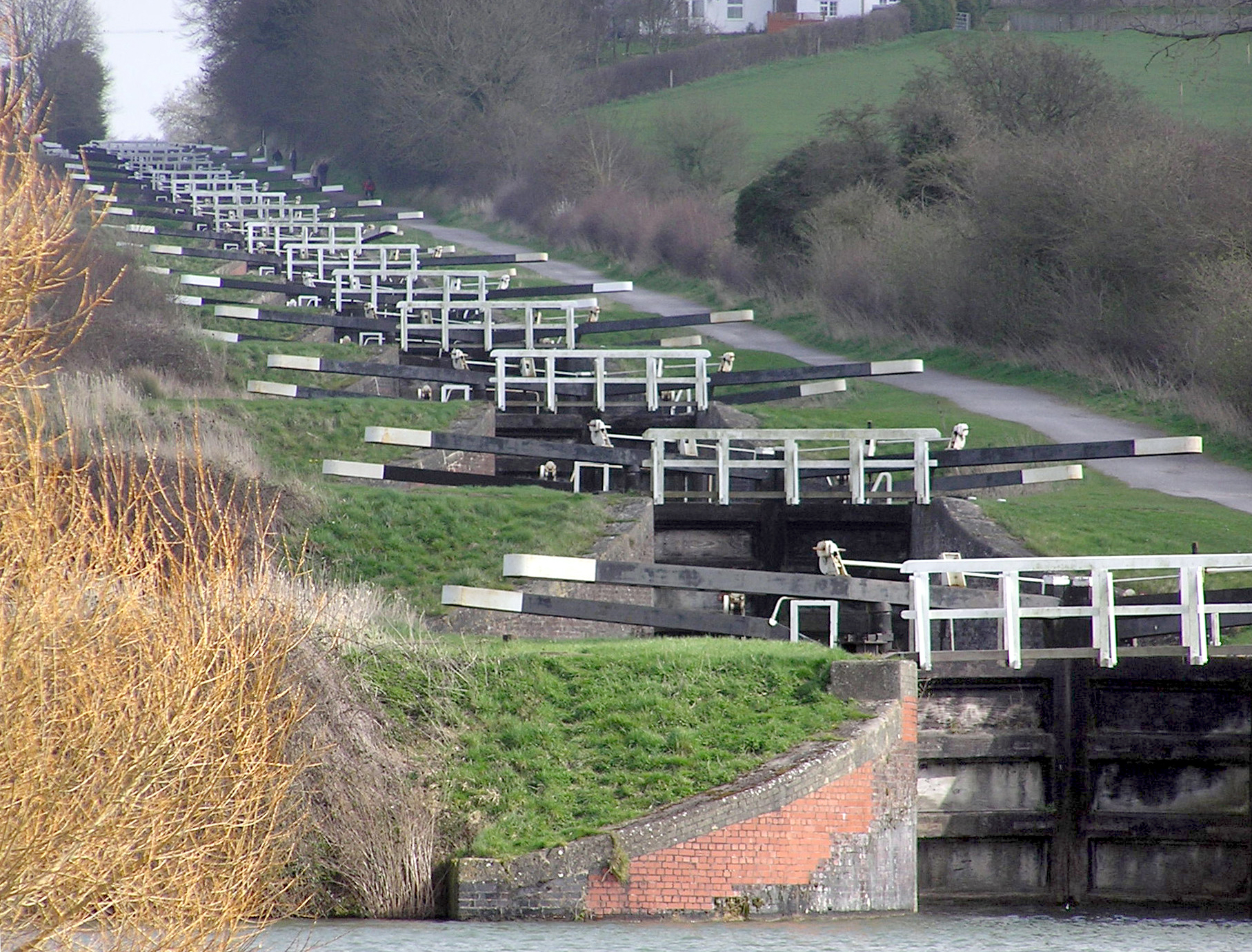
英國威爾特郡肯奈特和雅芳運河中，卡昂山水閘的16個水閘

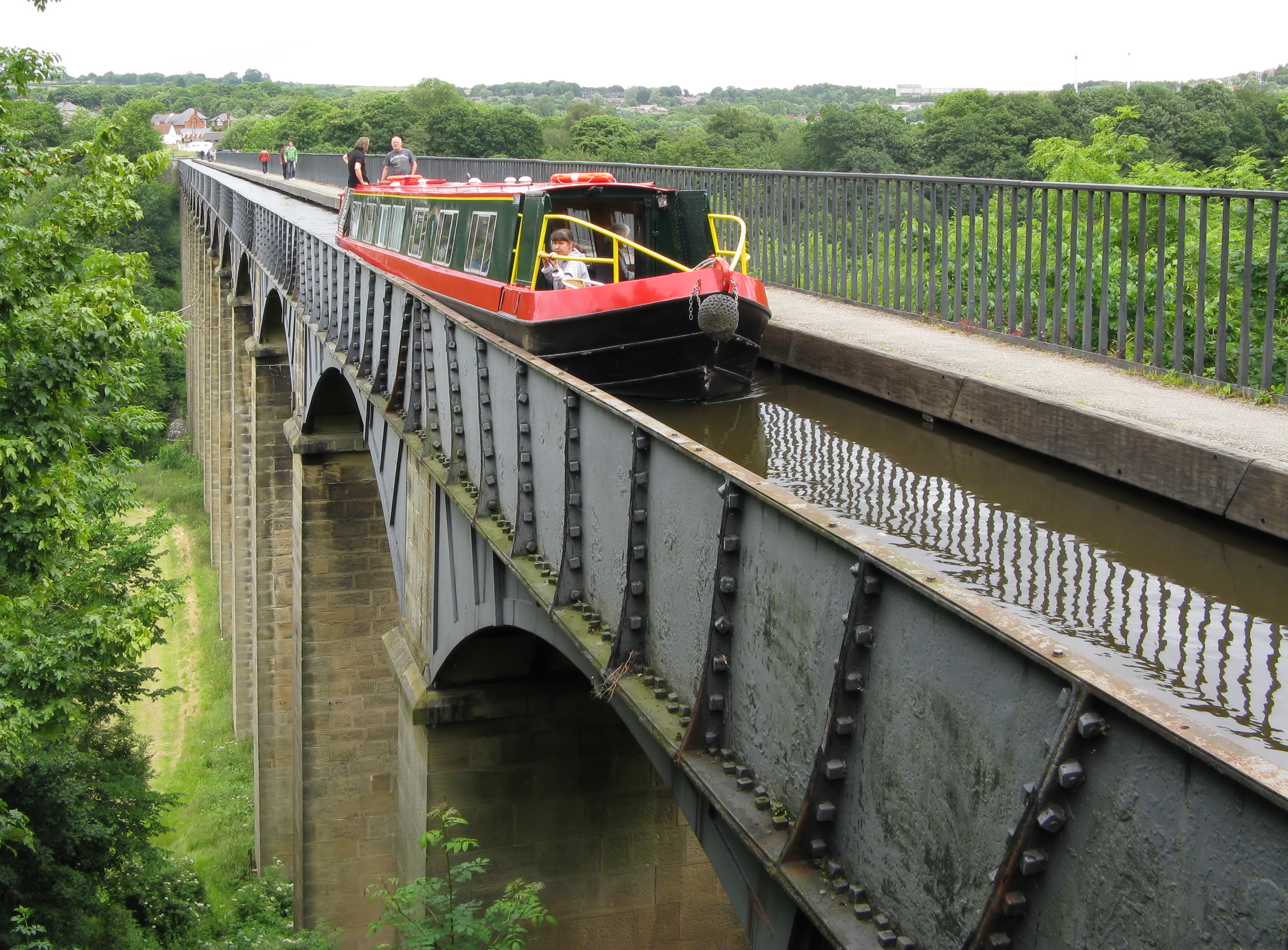
運河船航行在龐特卡薩魯岧水道上，這是英國最長也最高的水道

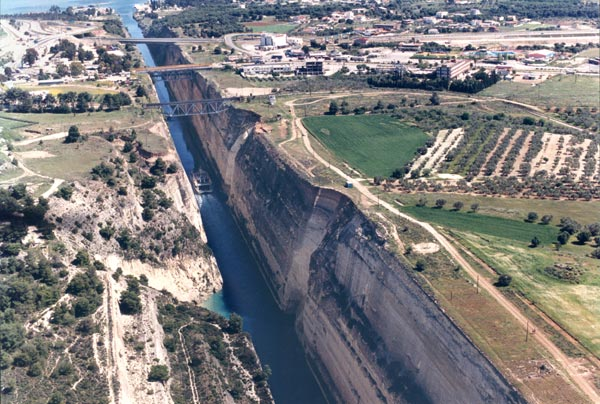
從空中觀看希臘的科林斯运河

最簡單的運河就是填滿水的溝渠。依照運河穿過的地层不同，需要將運河的內層用粘土或混凝土等防水材料加以衬砌。若是用粘土衬砌，則會稱為是puddling。
運河本身需要是平的，若鄰近的田地需要灌溉，會在運河兩側的堤防再作處理，讓一些水可以用來灌溉。若運河流經的地區有較大的高度變化，需要用其他技術來克服。最常見的是雙船閘（pound lock），其中包括一個兩端有閘門的閘室，其中的水位可以昇高或是降低，兩端可以連結不同高度的水面，或是連接河流或是海洋。運河若是需要越過山丘，會在較短距離內安排有一連串的閘門（復閘）。
中國的復閘是西元984年（宋太宗雍熙元年）由喬維岳修築，歐洲則是在十五世紀開始修築，之前是使用只有單一閥門的單門船閘（Flash locks）來調整水位的高低。不過只有水量相當充足時才能使用單門船閘。
閘需要許多的水，若能使用的水有限，設計者就會採有不同的作法，例如起船台（像是佛克爾克轉輪），利用其中有水的活動沈箱（caisson），船可以在其中漂浮，再將活動沈箱和船移動到不同的高度，以及倾斜升船机（放在傾斜鐵道上的活動沈箱）。
若运河要越過河流、道路或是山谷，而又不允許使用船閘，运河可以用通航水道來實現，在威爾斯有一個著名的例子，是穿過威爾斯迪河 (威爾斯)的龐特卡薩魯岧水道（現在是联合国教育、科学及文化组织的世界遗产列表之一）。
另一個讓運河可以通過山丘的作法是興建隧道，像是英國特伦特-默西运河的Harecastle隧道就是如此，不過隧道只能用在較小型的運河。
有些運河要設法讓高度差降到最低，這類的運河會稱為等高運河，會延著地形上的等高線興建，高度差最小，但是較彎曲，其路程也較長。不然就要用其他的工程技術來克服高度差上的問題。
運河設計也需要處理運河水源的問題。有些運河（例如蘇伊士運河）沒有這個問題，直接有向大海的出口。若是運河高度不是在海平面，就需要其他的技術來克服此問題，有時可以用其他河流或是水泉的水來補給水源，也可能再配合其他方式來處理季節上的河流水量變化。若沒有這類的水源，可能會用水庫（可能和運河分離，也可能整合到運河內）及back pumping來提供需要的水量。有時也會用礦坑中的水泵出後注入運河內。有些情形會興建feeder canals，從遠處提供水源供運河使用。
若運河的一端會有大量的貨物上船或是下船，會興建渠槽。渠槽的寬度一般會比運河要寬。有時渠槽會有碼頭及起重機來搬運貨物。

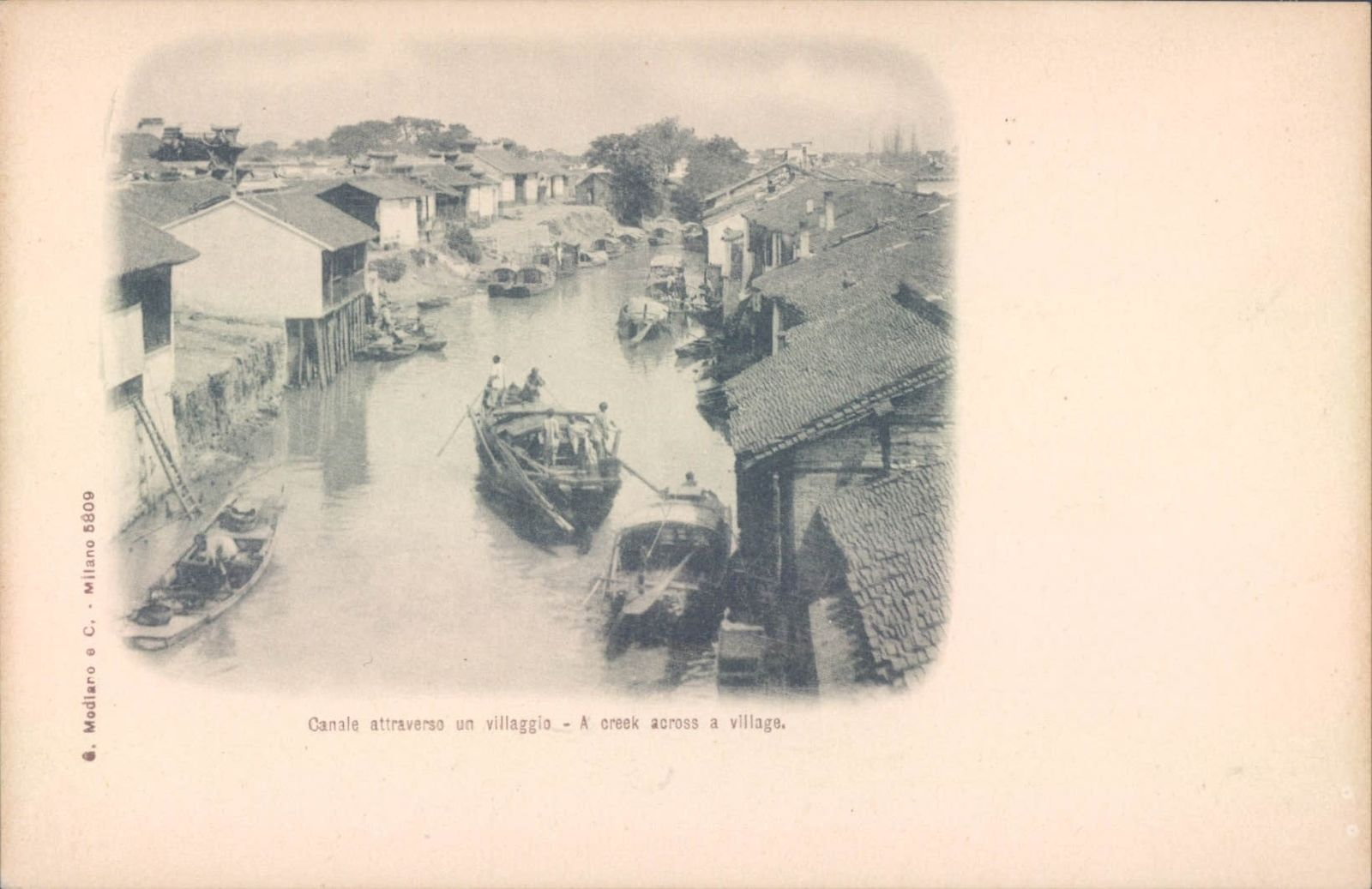

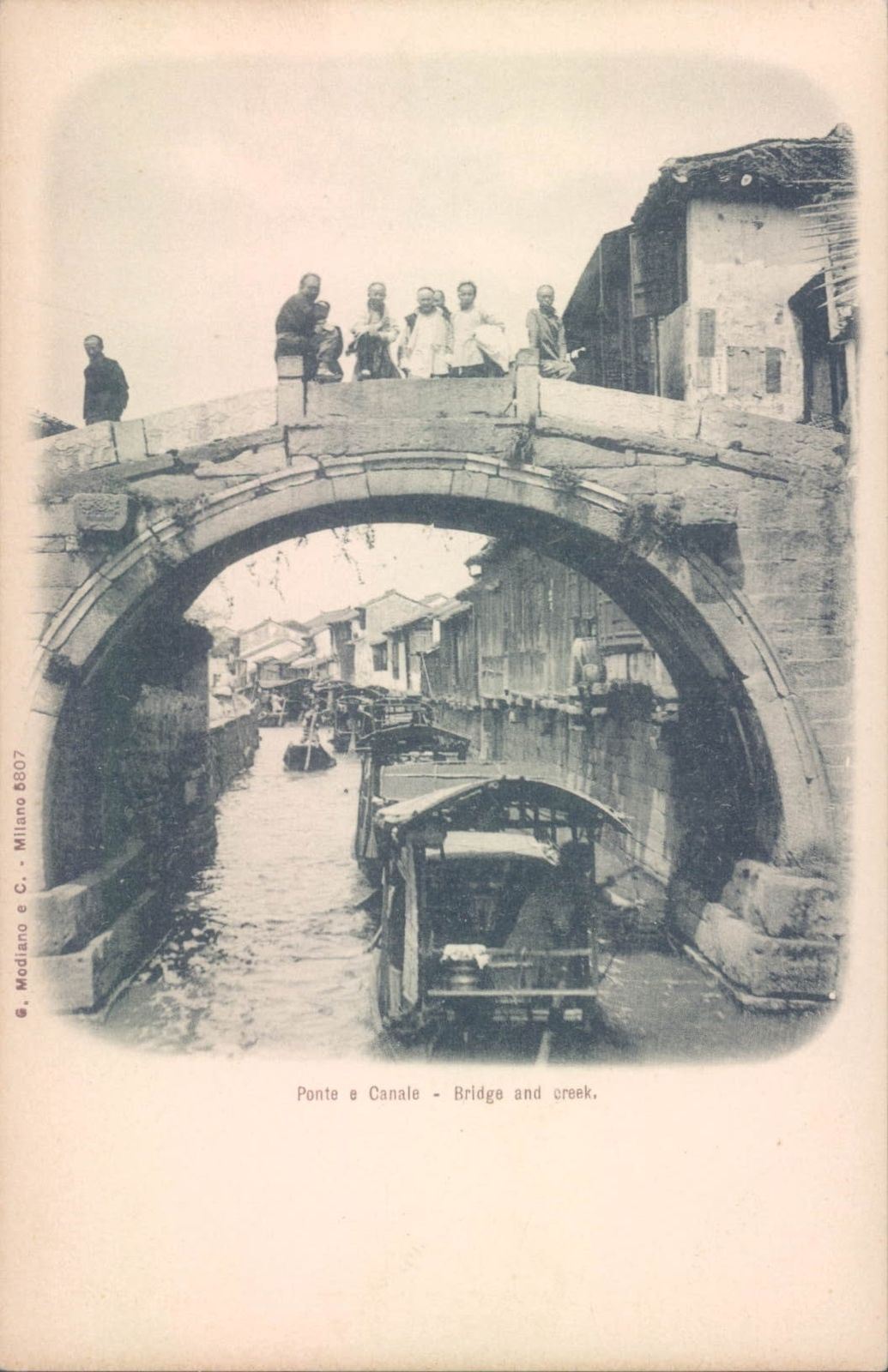

## 歷史
美索不達米亞約西元前四千年就已出現運河。在鐵路發明前，居住於內陸的人們只能使用馬車或其他交通公具運輸貨物。使用馬車運輸量小，運輸速度緩慢，但成本高昂，貨物亦可能在顛簸中毀損。舉例來說，1820年時，從水牛城運一噸的穀物到紐約市需要$100，1825年底伊利運河開通後，同樣貨物的運輸成本只要$9。在1830年前，使用馬車的運輸成本約為使用運河的50至70倍。運河開通後，運輸成本下降，市場上的物價也跟著下降，麵包、鹽和煤等都比以前便宜。
1830年開始，美國第一條鐵路開始投入商業營運。到1850年代晚期為止，運河在美國北部和中西部仍然扮演重要地位，因為這時的鐵路路線多為短程，而且不同公司有著不同軌距。但是運河建造成本高昂，路線沒有彈性；當鐵路開始標準化，大量生產後，內陸運河也開始走向沒落。
在重要海上交通線上的運河在今天仍然有不可取代的地位，如巴拿馬運河（連接大西洋和太平洋）、蘇伊士運河（連接地中海和紅海）、基爾運河（連接波羅的海和北海）等。

## 各地运河
- 亞洲
  - 胥河 -  中国大陆
  - 灵渠 -  中国大陆
  - 京杭大运河 -  中国大陆
  - 江汉运河 -  中国大陆

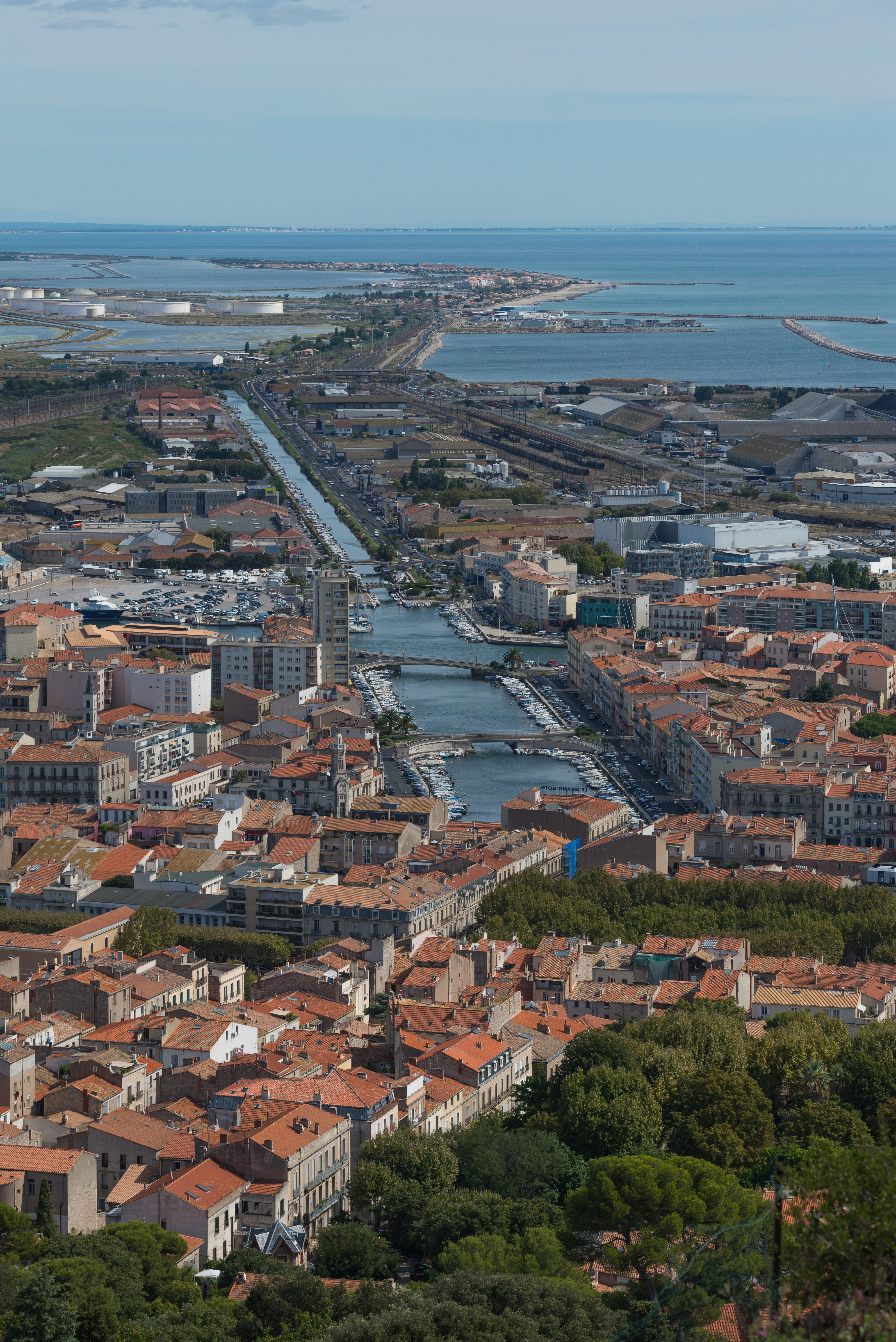

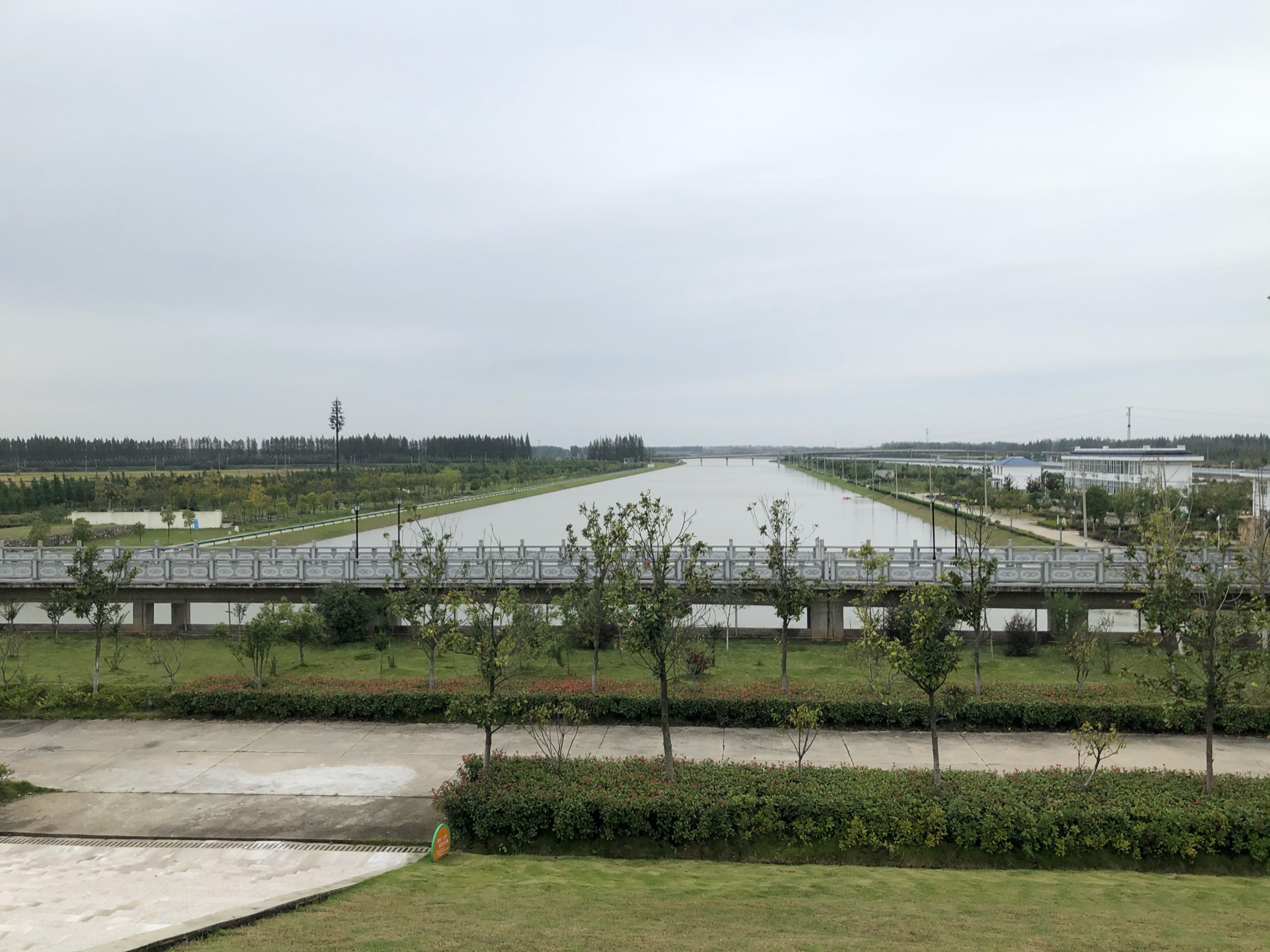
中华人民共和国第一条运河——江汉运河

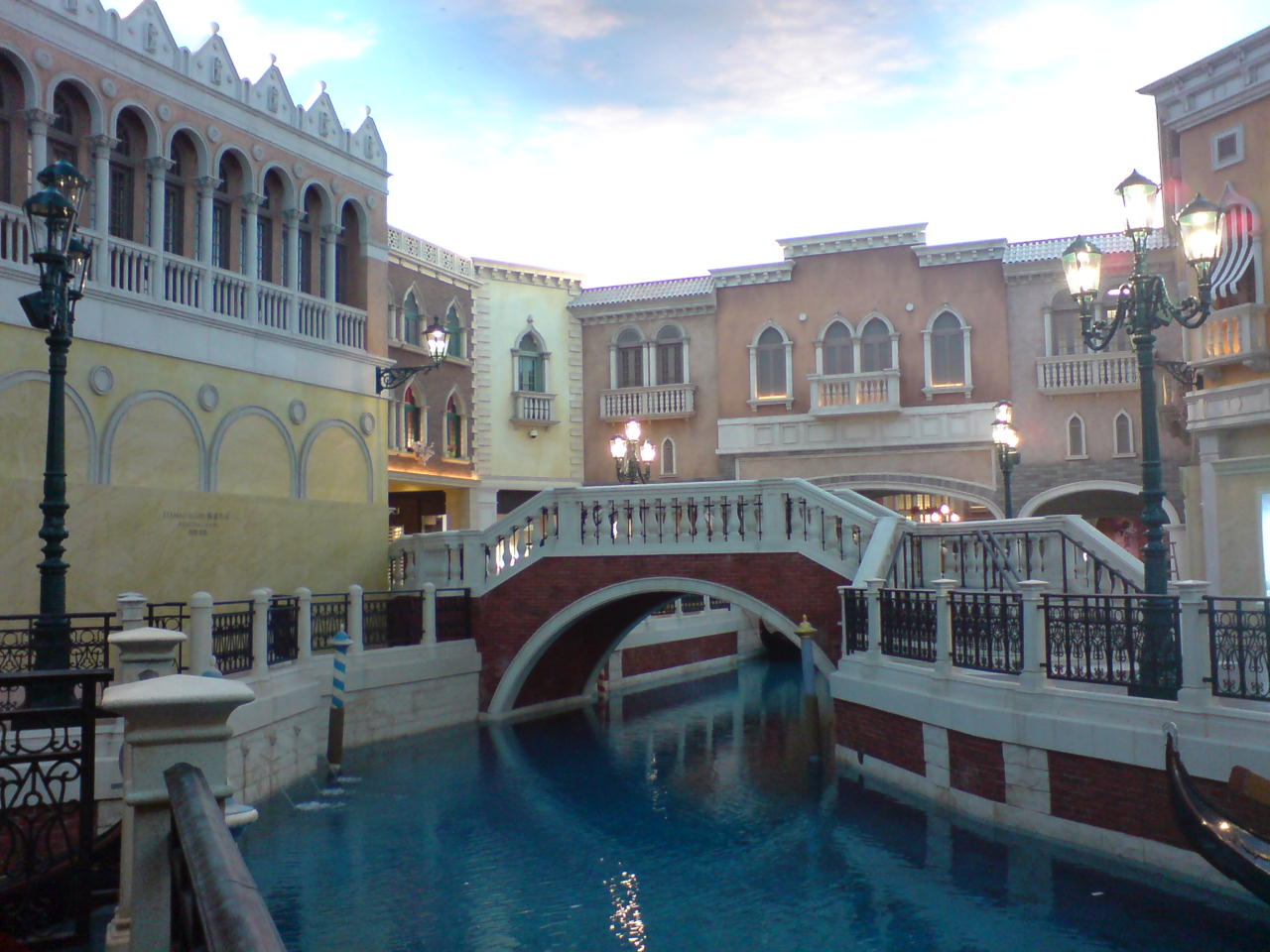
澳門威尼斯人度假村大運河購物中心

  - 澳門威尼斯人大運河 - 路氹城， 澳門(仿製品)
  - 道頓堀 - 大阪， 日本
  - 小樽運河 - 北海道， 日本
  - 東雲運河（日语：東雲運河） - 東京， 日本
  - 京濱運河（日语：京浜運河） -  日本
  - 台南運河 -  臺灣
  - 愛河 -  臺灣
  - 卡拉庫姆運河 -
- 歐洲
  - 威尼斯大運河 - 威尼斯， 義大利
  - 阿姆斯特丹運河 - 阿姆斯特丹， 荷蘭
  - 基爾運河 -  德国北部
  - 莱茵河-美因河-多瑙河运河 -  巴伐利亞， 德国
  - 科林斯运河 -  希腊
  - 多瑙-黑海運河 -  羅馬尼亞
  - 莫斯科運河 -  俄羅斯
  - 白海-波羅的海運河 -  俄羅斯
  - 伏爾加-頓河運河 -  俄羅斯
  - 塞马运河 -  芬兰/ 俄羅斯
- 非洲
  - 苏伊士运河 -  埃及
- 美洲
  - 巴拿马运河 -  巴拿马
  - 伊利運河 - 紐約州， 美国
  - 韋蘭運河 -  安大略， 加拿大

## 地名
- 河北省沧州市所辖的运河区
- 江苏省邳州市运河镇，县治所在
- 江苏省邳州市运河中学